# فراشة الملكات
فراشة الملكات أو فراشة حشائش الحليب أو فراشة النمور أو الفراشات التائهة (الاسم العلمي Danaus)، جنس فراشات من الحورائيات. توجد في جميع أنحاء، بما في ذلك أمريكا الشمالية، أمريكا الجنوبية، أفريقيا، آسيا،اندونيسيا واستراليا. هناك أختلاف بين العلماء في تصنيف الأنواع وعددها.